# 山本秀煌
山本 秀煌（やまもと ひでてる、1857年12月16日（安政4年10月30日） - 1943年（昭和18年）11月21日）は、横浜バンドの一人で明治時代の日本基督教会の牧師、教会史家。

## 来歴

### 幼少期
丹後峰山藩士の家に生まれる。1873年（明治6年）8月にS・R・ブラウンが修文館の教師を辞職して、伝道者養成のためにブラウン塾を開く。山本は、押川方義、井深梶之助、植村正久、熊野雄七、本多庸一、島田三郎らと一緒にブラウン塾で学ぶ。

### 神学生時代
1877年（明治10年）に東京一致神学校が開校されると、ブラウン塾からは山本、井深、植村らが転校し、第一期生になる。デイヴィッド・タムソンのタムソン塾からは瀬川浅、服部章蔵、青山昇三郎、三浦徹ら学ぶ。

### 牧師時代
山本は卒業後1885年（明治18年）に高知教会初代牧師に就任した。その後横浜住吉町教会、大阪東教会などの牧師を務める。1908年（明治41年）より明治学院教授として教会史の講義をした。また、麹町教会の牧師を務めた。
山本は教会法規に詳しいので、日本基督教会大会書記や議長を務めた。日本組合基督教会との合同運動についても中心になって働き、外国のミッションとの協力関係、日本基督教会憲法規則改定でも重要な役割を負った。

## 著作

### 著書
- 『新日本の恩人 医学博士法学博士勲三等ヘボン伝』福音社書店、1912年11月。 NCID BA34609798。
  - 『新日本の開拓者 ゼー・シー・ヘボン博士』（改訂増補版）聚芳閣、1926年10月。 NCID BA34609798。全国書誌番号:。
- 『日本基督教史』洛陽堂、1918年4月。 NCID BN11687761。全国書誌番号:43012718。
- 『日本基督教史』 下巻、洛陽堂、1918年6月。 NCID BN11687761。全国書誌番号:43012718。
  - 『日本基督教史』 上巻（増補改版）、新生堂、1925年9月。 NCID BN11561934。全国書誌番号:43012719 全国書誌番号:51009147。
  - 『日本基督教史』 下巻（増補改版）、新生堂、1925年11月。 NCID BN11561934。全国書誌番号:43012719 全国書誌番号:51009147。
- 『西教史談』洛陽堂、1919年8月。 NCID BN08842607。全国書誌番号:43030776。
  - 『西教史談』（増補版）新生堂、1926年6月。 NCID BN08842607。全国書誌番号:43030777。
- 『近世日本基督教史』洛陽堂、1922年1月。 NCID BN07837882。全国書誌番号:43031031 全国書誌番号:51009253。
- 『江戸切支丹屋敷の史蹟』イデア書院〈イデア叢書 第1篇〉、1924年6月。 NCID BN07301667。全国書誌番号:43036883。
- 『東洋の大使徒 聖フランシスコ・ザベリヨ』イデア書院、1925年11月。 NCID BN08821684。全国書誌番号:43048183。
- 『新日本の開拓者 ゼー・シー・ヘボン博士』聚芳閣、1926年10月。 NCID BN08983700。全国書誌番号:53014753。
- 『細川侯爵家の祖先忠興夫人の信仰美談』山田聖天堂、1930年1月。 NCID BB00077425。
- 『踏絵の起源と其成行』1930年。 NCID BN07351100。
- 『廿六聖人殉教史話』不二屋書房、1935年4月。 NCID BA45057682。全国書誌番号:47013422。
- 『日本内地に於ける基督教會の動向』基督教出版社〈教会合同パンフレット 第1輯〉、1935年12月。 NCID BA48720953。

### 編集
- 『日本基督教会 第八回大会記録』山本秀煌、1893年1月。全国書誌番号:40050226。
- 『開校五拾年史』共立女学校、1921年11月。 NCID BB0160375X。
  - 『開校五拾年史』（復刻版）横浜共立学園、2002年3月。 NCID BA5873326X。
- 『日本基督教会略史』 前編、日本基督教会大会事務所、1922年11月。 NCID BN14946345。全国書誌番号:43036719。
- 『日本基督教会史』日本基督教会事務所、1929年10月。 NCID BN09687587。全国書誌番号:47014213。
  - 『日本基督教会史』（復刻版）改革社、1973年12月。 NCID BN05480849。
- 『フエリス和英女学校六十年史』フェリス和英女学校、1931年2月。 NCID BN13593727。全国書誌番号:44037456。
- 『日本基督新栄教会六十年史』藤原鉤次郎、1933年12月。 NCID BN05783137。全国書誌番号:47014489。

### 共編
- 博士平文・山本秀煌共編 編『聖書辞典』基督教書類会社、1892年6月。 NCID BN11957028。
  - ヘボン博士・山本秀煌共編 編『聖書辞典』（再版）聚芳閣、1926年2月。 NCID BA3878908X。全国書誌番号:43048211。
  - 博士平文・山本秀煌共編 編『聖書辞典』（限定版）ノーベル書房、1979年9月。 NCID BN04413267。全国書誌番号:81003321。

## 伝記
- 岡部一興『山本秀煌とその時代　伝道者から教会史家へ』教文館、2012年